# 利伯蒂 (印第安納州)
利伯蒂（英語：Liberty）是一個位於美國印第安納州尤寧縣的城市。根據2020年美國人口普查，該地人口為2000人，而該地的面積約為2.23平方千米。同時該地也是尤寧縣的縣治。

## 地理
利伯蒂的座標為39°38′09″N 84°55′44″W / 39.63583°N 84.92889°W，而該地的平均海拔高度為300米（即984英尺）。